# Байыр, Мухаммед
Мухаммед Байыр (тур. Muhammed Bayır; 5 февраля 1989 года, Анкара) — турецкий футболист, защитник клуба «Этимесгут Беледиеспор».

## Клубная карьера
Родившийся в районе Мамак ила Анкара Мухаммед Байыр является воспитанником столичного клуба «Бугсашспор». В 2007 году Мухаммед подписал с этим клубом Второй лиги профессиональный контракт. В третьей по уровню лиге в системе турецких футбольных лиг он дебютировал в феврале 2008 года, «Бугсашспор» же по итогам сезона выиграл свою группу, но уступил в плей-офф за выход в Первую лигу. Следующие 2 года Мухаммед Байыр также провёл в «Бугсашспоре», который в это время играл роль середняка в лиге и не попадал в плей-офф. В 2010 году он был отдан в аренду клубу «Чорумспору», также выступавшему во Второй лиге. Ещё через год также на правах аренды Мухаммед перешёл в команду Второй лиги «Бозююкспор», вместе с которой в течение сезона 2011/2012 боролся за выход в Первую лигу. Но в полуфинале плей-офф «Бозююкспор» уступил в серии послематчевых пенальти «Фетхиеспору». По окончании турнира Мухаммед вернулся в «Бугсашспор», где отыграл ещё один сезон.
В начале июля 2013 года Мухаммед стал игроком столичного клуба «Анкараспор», выступавшего в то время в Первой лиге. Дебют Мухаммед во второй по значимости лиге Турции состоялся 9 ноября 2013 года, в домашнем матче против «Буджаспора». В 2014 году «Анкараспор» был переименован в «Османлыспор», а по итогам сезона 2014/2015 клуб завоевал себе место в турецкой Суперлиге. 16 августа 2015 года Мухаммед дебютировал в его составе в рамках Суперлиги, в домашнем матче против «Кайсериспора».